# Lord Byron
George Gordon Byron (Londres, 22 de enero de 1788-Mesolongi, 19 de abril de 1824), conocido como lord Byron, fue un poeta británico del Romanticismo. Fue sexto barón de Byron y era del partido político whig. Entre 1809 y 1810 estuvo viajando por Portugal, España, Grecia, Albania y Turquía. Saltó a la fama con Las peregrinaciones de Childe Harold en 1812, con cantos inspirados en estos viajes. En 1816 abandonó definitivamente Inglaterra entre polémicas por su vida personal. Se instaló primero en Suiza y meses después en Italia. Su mayor poema fue Don Juan, escrito a partir de 1818. En 1820 formó parte de los carbonarios en Rávena y desde 1823 participó en la guerra de Independencia de Grecia.
Su única hija legítima, Ada Lovelace, fue una figura fundacional en el campo de la programación de computadoras, basándose en sus apuntes para la Máquina Analítica de Charles Babbage. Los hijos extramatrimoniales de Byron incluyen a Allegra Byron, quien falleció en la infancia, y posiblemente a Elizabeth Medora Leigh, hija de su media hermana Augusta Leigh.

## Datos biográficos

### Familia

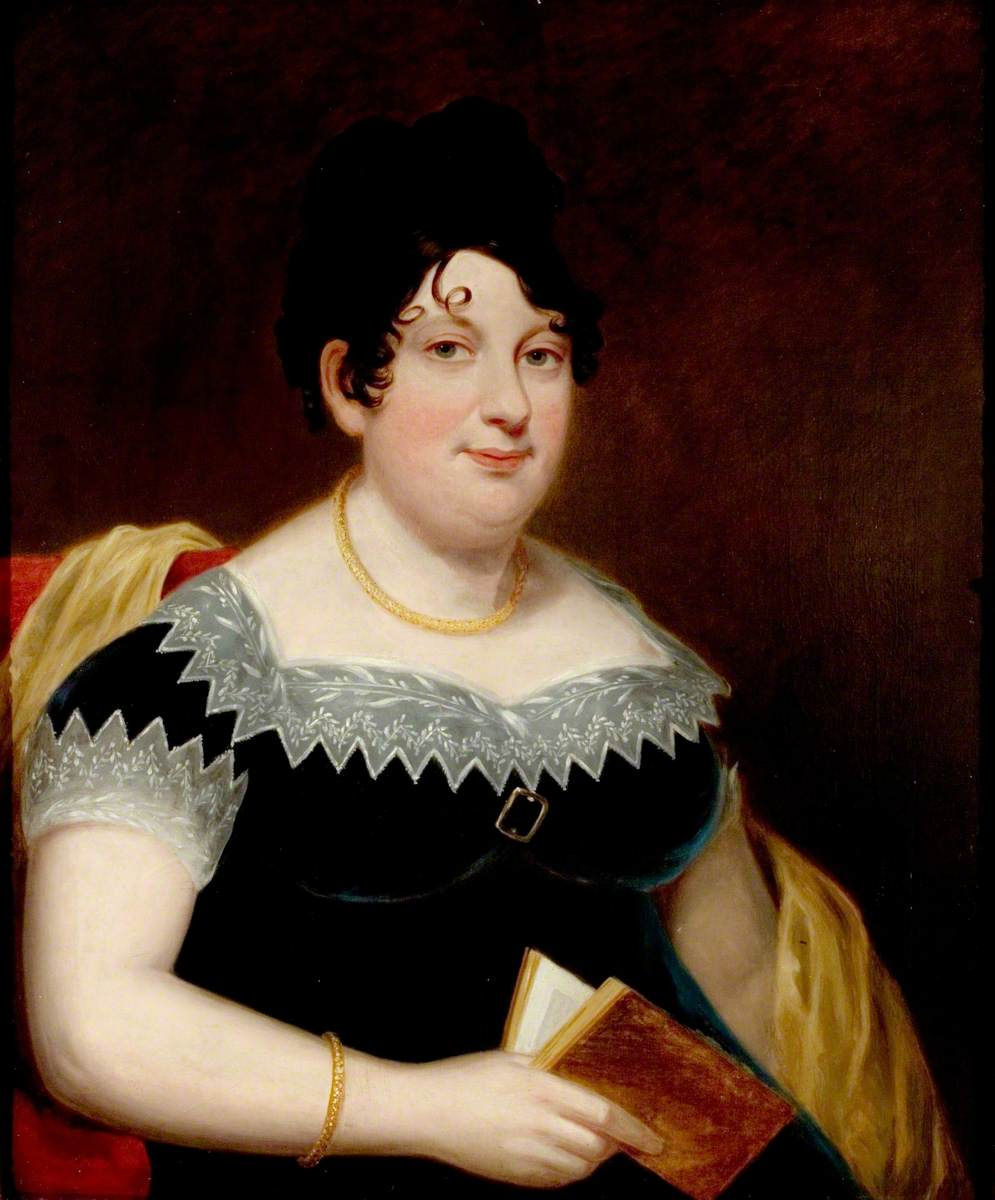
Retrato de Catherine Gordon, madre de lord Byron, obra de Thomas Stewardson.

Su madre era Catherine Gordon, una escocesa heredera 25.000 libras anuales por rendimientos de tierras en Gight, acciones y pesca de salmón.
El padre era John Byron, conocido como «Mad Jack», hijo a su vez del almirante John Byron. El padre había estado casado con Amelia, baronesa de Conyers, divorciada de lord Carthmarten, con quien había tenido como hija a Augusta. John Byron llevaba poco tiempo de capitán en los Guardias de Coldstream cuando conoció a Catherine Gordon en Bath y se casaron en este este lugar en mayo de 1785.
El padre, John, se hizo con la propiedad del castillo de Gight y lo vendió al III conde de Aberdeen por 18.690 libras. La intención del conde era que este castillo y sus tierras fuesen para su hijo, lord Haddo, que murió tras caerse de su caballo en 1791, quedando el lugar deshabitado. John y Catherine terminaron por huir a Francia de diversos acreedores. Catherine, en avanzado estado de embarazo, regresó a Londres. Desde entonces, John visitó a su esposa de forma irregular y para obtener dinero.

### Infancia
George Byron Gordon nació en lo que actualmente es el número 24 de Holles Street, en Londres, el 22 de enero de 1788.
Fue bautizado en la iglesia de St. Marylebone el 29 de febrero de 1788, siendo los padrinos el duque de Gordon y el coronel Duff de Feteresso, parientes de su madre.
Byron nació con una deformidad en el pie y la pantorrilla derechos. Según el padre se trataba de "pie zambo". El pie derecho era anormalmente pequeño y girado hacia dentro, por lo que tenía unas botas interiores acolchadas sobre las cuales se colocaba cualquier otro calzado. En las discusiones con su madre, Byron le decía que esta deformidad había sido causada por una "falsa delicadeza" de ella, tal vez en referencia a uso de corsés ajustados que podrían haber dañado el feto. En 1855 la que fue su esposa escribió que Byron tenía una impronta psicológica debido a esta deformidad, lo que le llevaba a pensar que toda bendición se convertiría en un mal para él.
En el verano de 1789 su madre, Catherine Gordon, se trasladó con él a la ciudad de Aberdeen, Escocia. Probablemente se instalaron primero en Virginia Street, pero poco después estaban en Queen Street, en una casa alquilada al perfumista James Anderson. Catherine Gordon disponía todavía de unas rentas de 150.000 libras anuales. Estaban acompañados por la niñera Agnes Gray. Su padre, John Byron, les visitó en este inmueble un tiempo para luego irse a otra casa en el otro extremo de la misma calle.
Su padre murió en la ciudad francesa de Valenciennes en agosto de 1791. Byron dijo posteriormente que las discusiones que había habido entre sus padres le provocaron una animadversión hacia el matrimonio. Sin embargo, la madre lamentó mucho la muerte de su marido. Byron también solía culpar a la personalidad dominante de su madre y a sus cambios de humor de sus propias circunstancias.
Poco tiempo después Catherine Gordon se trasladó con su hijo a Broad Street, en Aberdeen.
Tras ser educado por profesores particulares y en pequeñas escuelas, en 1794 entró en la Escuela de Gramática de Aberdeen, que ponía especial énfasis en el aprendizaje del latín. En esta etapa leyó todo el Antiguo Testamento y empezó su interés por la historia. También por estos tiempos aprendió a montar a caballo en un poni de un compañero de clase y a nadar. En 1822 dijo que, desde niño, le habían gustado las peleas.
En 1795, con siete años, fue retratado con un arco y flechas en una acuarela de William Kay.
En ocasiones, su madre lo llevaba a la casa de su abuela, Margaret Duff Gordon, en Banff. En 1795 o 1796 estuvo en una casita de Ballater para tratarse de la escarlatina bebiendo leche de cabra, lo que había sido considerado beneficioso para los enfermos en la publicación Aberdeen Journal.
Con siete años tuvo su primer amor con una prima lejana, Mary Duff.
En Aberdeen fue educado en el calvinismo por sus profesores y en casa le pegaban para que fuese a la iglesia. Según la que fue su esposa, la creencia calvinista en la predestinación favoreció el pensamiento fatalista de Byron.
En Aberdeen se refugió una vez de una tormenta de nieve en la cocina de una pañería y leyó a sus compañeros un cuento de Las mil y una noches.
Se ha especulado que su melancolía pudiera estar relacionada con un trastorno afectivo estacional, motivado por su estancia de nueve años en la oscura y lluviosa Escocia.
En mayo de 1798 se convirtió en el sexto lord Byron a la muerte de su tío abuelo William Byron. Esto tuvo lugar porque el nieto del quinto lord había muerto en 1794 en el sitio de Calvi. El acceso de Byron a la nobleza provocó una celebración en su escuela.

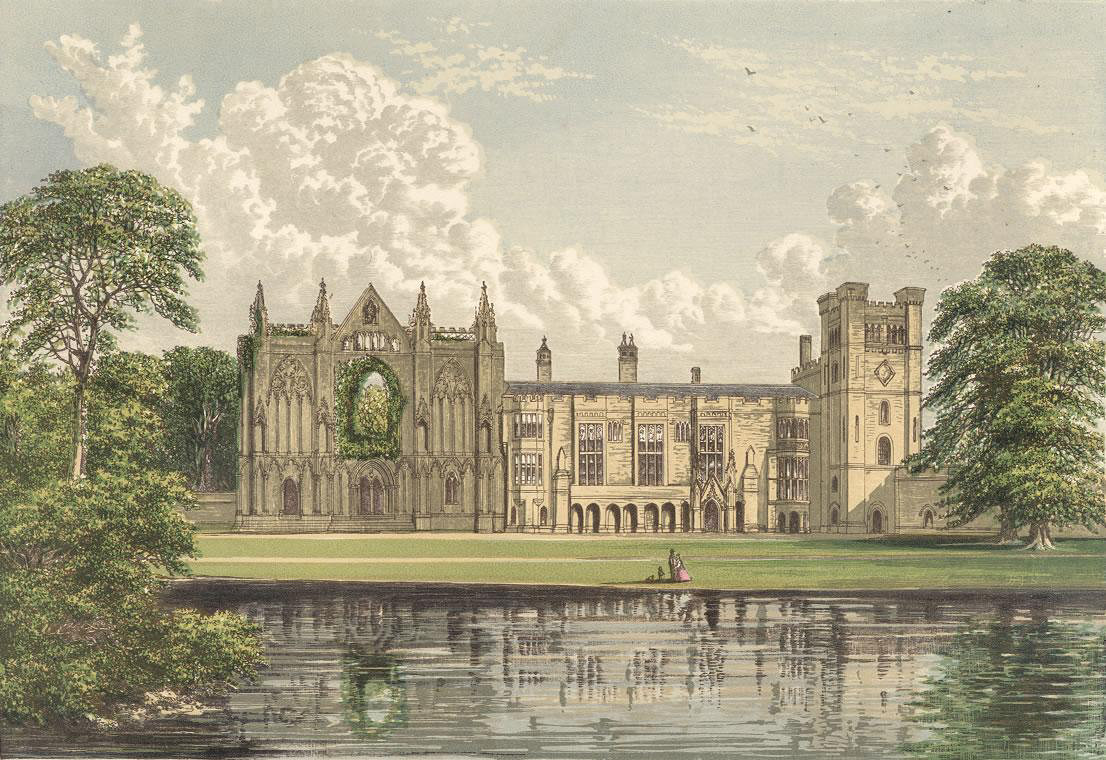
Newstead Abbey

En agosto de 1798 Catherine Gordon, su hijo George Byron y la niñera May Gray hicieron un viaje a la villa de Newstead, en el condado inglés de Nottinghamshire, para reclamar la herencia. Byron había heredado Newstead Abbey, una mansión que en el siglo XIII había sido de los agustinos.
Como era menor de edad, el heredero estaba a cargo de la Court of Chancery y tenía tres tutores: su madre; el primo de su madre Frederik, V conde de Carlisle; y el abogado de la familia John Hanson. Este último, que había llegado desde Londres y que pasó las siguientes tres semanas en Newstead, fue el que ejerció una mayor influencia en Byron.
Byron también había heredado en el condado de Nottinghamshire el señorío de Hucknall y un conjunto de aldeas. En total eran unas 1.300 hectáreas. En el condado de Norfolk heredó una propiedad en Wymondham y en el condado de Lancashire otra propiedad en Rochdale. El quinto lord había vendido ilegalmente unas minas de carbón y Byron tuvo que emprender un pleito para recuperarlas que se prolongó hasta 1823.
Newstead Abbey se encontraba desatendida y los acreedores del quinto lord se habían hecho con muchas pinturas y muebles.
En noviembre de 1798 Catherine Gordon decidió trasladarse con su hijo a un inmueble de la actual Pelham Street de Nottingham con dos parientes viudas: Frances Byron y Ann Parkyns. Catherine hizo viajes a Newstead Abbey en 1799 y 1800, dejando a su hijo a cargo de la niñera May Gray. Byron solo pasaba en Newstead Abbey las vacaciones.
En Nottingham Byron recibió clases por parte del profesor particular Jeremiah "Dummer" Roger de lengua inglesa, francés, latín y matemáticas. También leyó con su profesor fragmentos de Virgilio y Cicerón.
Byron también estuvo viviendo con su niñera May Gray, calvinista y asidua lectora de la Biblia, en el número 76 de St. James Street de Nottingham. Byron recibió por entonces palizas de May hasta que al niño le dolían los huesos. Esta, según un amigo del niño llamado John Cam Hobhouse, también se metía que por las noches en la cama de Byron para "jugar con su persona". Cuando el tutor Hanson se enteró la niñera fue despedida. Byron llegó a temer a May y afirmó posteriormente en su diario que "sus pasiones" se habían desarrollado muy pronto y que nadie creería las circunstancias y la edad en que se produjo aquello.
En julio de 1799 Hanson llevó a Byron a su casa de Earls Court, Londres, donde conoció a sus cuatro hijos. Desde entonces, Byron empezó a visitar la casa de Hanson en Navidad y en vacaciones.
En otoño de 1799 Hanson envió a Byron a la academia del doctor Glennie en Dulwich, que era un internado con otros veinte alumnos. Durante su estancia en esta academia unos médicos le colocaron una férula de hierro correctiva en la pierna derecha que le molestaba mucho y, aunque no se quejaba, un día la arrojó a un estanque. Su madre, que se alojaba en Sloane Terrace, cerca de Dulwich, lo sacaba del internado los fines de semana y a veces lo mantenía con ella parte de la semana siguiente. La madre, que además empezó a tener problemas con el alcohol, se enamoró de un maestro de danza francés y quiso irse con él y con Byron a Francia, cosa que Hanson y lord Carlisle impidieron.
En las vacaciones de verano de 1800 Catherine Gordon y su hijo Byron regresaron a Nottingham para, desde ahí, visitar Newstead Abbey. En Nottingham, Byron se enamoró de su prima paterna Margaret Parker, de trece años, y le escribió una poesía que se ha perdido. En 1802, cuando Margaret y su hermana murieron de tuberculosis, le escribió una elegía que se conserva.
Byron le reiteró a su madre que quería dejar Dulwich y, en abril de 1801, empezó a estudiar en la Escuela Harrow. Por entonces la escuela tenía 250 alumnos y en 1805 el número había ascendido a 300. En esta etapa, Byron hospedó en la casa de huéspedes de Henry Drury, hijo del director, que era responsable de su bienestar y de sus progresos académicos.
El director de Harrow, Joseph Drury, organizó unas clases especiales para que Byron pudiera ponerse al nivel de sus compañeros. Este director reconoció el talento del niño. El niño también se esforzó porque se notase que tenía tanto dinero y bienes como para ser igual o mejor que los demás alumnos. Sin embargo, le avergonzaba tener que tratarse el pie sumergiéndolo en agua o no poder llegar andando al estanque del colegio y tener que ir montado en un poni. Descuidó los tratamientos que le mandaban los médicos para el pie y también se peleó mucho con otros compañeros. En los comienzos de 1803 Henry Drury se quejó de que Byron descuidaba los asuntos y provocaba que otros también hiciesen lo mismo, tras lo cual su formación pasó a estar a cargo de Benjamin Evans.
Newstead Abbey había sido alquilada en enero de 1803 a Henry Edward, barón Grey de Ruthyn. En agosto del mismo año Byron estuvo como invitado en la mansión.
En el verano de 1803 su madre alquiló una casa, Burgage Manor, en Southwell, condado de Nottinghamshire.
En el otoño de 1803, durante el primer trimestre en Harrow, Byron se ausentó de clase. Se encontraba mal por un amor no correspondido hacia Mary Chaworth, una chica de 18 años descendiente de William Chaworth, el cual había sido asesinado por el quinto lord Byron. Hanson comparó la situación con el amor imposible de Romeo y Julieta, de las familias Montesco y Capuleto. Mary Chaworth, además, estaba comprometida con un deportista llamado Jack Musters.
En noviembre de 1803 estuvo en Newstead de nuevo, practicando la caza de forma ilegal con el barón Grey de Ruthyn. Fueron muy amigos pero, en marzo de 1804 Byron escribió que se habían enemistado por razones que nunca reveló. Thomas Moore dijo que entre Byron y el barón Grey de Ruthyn hubo una relación "íntima" que influyó en su "moralidad". La escritora Fiona MacCarthy, analizando la correspondencia, llegó a la conclusión de que Byron se dejó seducir por Grey y, posteriormente, se escandalizó por lo ocurrido.
En abril de 1804 Catherine Gordon presentó a su hijo Byron en sociedad en Southwell. Entonces Byron conoció a Elizabeth Bridget Pigot, con quien hizo una amistad. También trabó amistad con el hermano pequeño de esta, John Pigot, que estudiaba medicina en Edimburgo y pasaba los veranos en Southwell.
El 29 de diciembre de 1804 Joseph Drury, dada la "ausencia de juicio" de Byron, le recomendó dejar el colegio y tomar clases particulares. Durante las vacaciones de Navidad de 1804 Byron quiso dejar el colegio. Lord  Carlisle intervino y Byron permaneció en esta escuela.
En abril de 1805 la dirección del centro pasó a George Butler y Byron lideró una rebelión estudiantil en su contra.
Byron confesó a Lady Caroline Lamb años después que había mantenido relaciones homosexuales con tres compañeros en Harrow.
En Harrow tuvo la oportunidad de leer escritos de la antigua Grecia, como Prometeo encadenado y Medea. También leyó las biografías de Julio César, Oliver Cromwell y Napoleón Bonaparte así como obras de los filósofos John Locke, Francis Bacon, David Hume, George Berkeley y Thomas Hobbes, llegando a aborrecer a este último.
Terminó sus estudios en Harrow en julio de 1805 como el tercero de su promoción.

### Juventud

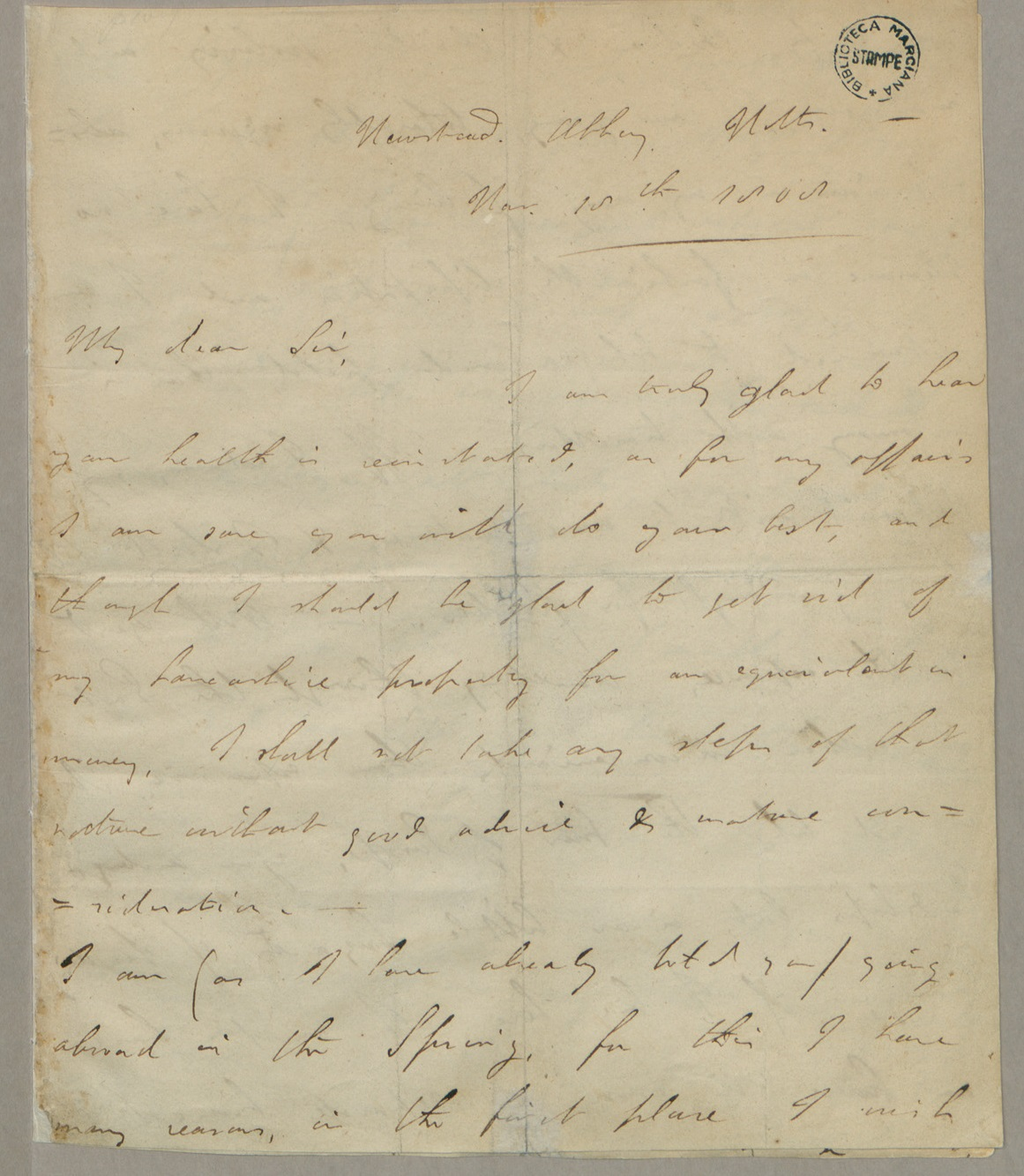
Carta autografiada, dirigida a John Hanson (Fundación BEIC).

El 24 de octubre de 1805 se instaló en el Trinity College de la Universidad de Cambridge. Pasó aquí el trimestre otoñal de 1805, de abril a julio de 1806 y de junio de diciembre de 1807. William John Bankes ejerció mucha influencia en el joven Byron en Cambridge, llegando incluso a indicarle cómo debía llevar sus relaciones homosexuales o dirigiendo las travesuras que llevaban a cabo. Byron tuvo un romance apasionado con un chico del coro llamado John Edleston.
Se desconoce si llegó a asistir a clases, pero consta que llevaba una vida muy consumista con las 500 libras al año que le pasaba Hanson. Entre otras cosas, le pidió a Hanson que le enviase desde Londres decenas de botellas de vino de Jerez, Burdeos, Oporto y Madeira, compró un carruaje e hizo una gran donación para una estatua de William Pitt el Joven.
Como en el Trinity College de Cambridge no se permitían perros él, amante de los animales, decidió tener un oso como mascota que guardaba en los establos de Ram Yard, donde también estaban sus caballos.
En el otoño de 1807 Henry Angelo, su maestro de esgrima en Harrow, se trasladó a Cambridge por petición de Byron, que quería seguir recibiendo sus clases.
En esta etapa Byron entró, invitado por lord Tavistock, en el Club Whig de Cambridge y se hizo amigo del futuro político whig John Cam Hobhouse.
En las vacaciones de 1805-1806 se mudó al número 16 de Picadilly, en Londres. Pidió ayuda a su hermana Augusta para que respondiese ante prestamistas, ya que él era menor de edad. Su hermana Augusta le ofreció ayuda económica pero Byron se negó. Finalmente su casera, Elizabeth Massingberd, le ayudó a que le concediesen préstamos para subsistir.
Byron escribió en Southwell el poemario Piezas fugitivas, impreso de forma anónima en la imprenta S & J Ridge de Newark on Trent en noviembre de 1806. En él se incluía un poema que trataba de forma velada el amor homosexual titulado La cornalina. También había un poema de amor heterosexual llamado A Mary que el reverendo John Thomas Becher consideró demasiado "voluptuoso", lo que llevó a Byron a quemar casi todas las copias del volumen. En enero de 1807 Byron sacó una nueva edición, suavizada, en la misma imprenta con el título Poemas sobre varias ocasiones.
En junio de 1807 imprimió de forma anónima en S & J Ridge de Newark on Trent su poemario Horas de ocio, con cierto éxito de ventas. La mayoría de las opiniones sobre esta obra fueron positivas, pero hubo una crítica negativa en la revista Edinburgh Review. Esta crítica le afectó mucho y, en respuesta, comenzó a escribir su poema Bardos ingleses y críticos escoceses. En marzo de 1808 publicó una segunda edición de Horas de ocio, en la que eliminó algunos poemas y añadió otros, y que tituló Poemas originales y traducidos.

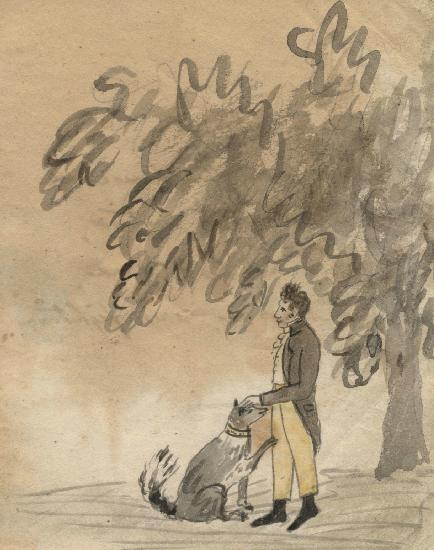
Byron con su perro, pintados por Pigot.

Durante su estancia en Southwell en 1807 su amiga Elizabeth Pigot realizó doce acuarelas de Byron para su narración en verso La maravillosa historia de lord Byron y su perro. Estas ilustraciones se conservan en la Universidad de Texas.
En enero de 1808 dejó Cambridge y se fue instalando en diversos hoteles de Londres. En esta ciudad, Byron recibió clases del boxeador John Jackson. Posteriormente, se instaló con la prostituta Caroline Cameron en Brompton, Londres. En el verano de 1808 estuvo de vacaciones en Brighton con Scrope Davies, Hobhouse y Caroline Cameron.
En el otoño de 1808 Byron se trasladó a Newstead Abbey, cuando lord Grey de Ruthyn ya se había marchado. Ese año, pasó una temporada con él en la mansión su amigo Hobhouse.
El 13 de marzo de 1809 lord Byron, mayor de edad, ocupó su escaño en la Cámara de los Lores. En marzo de 1809 publicó, de forma anónima, su poema Bardos ingleses y críticos escoceses, de más de mil versos.
El 21 de junio de 1809 Byron y Hobhouse llegaron a Falmouth, Cornualles, con la idea de tomar un barco a Malta. Desecharon su idea de ir a Malta porque el barco iba a retrasarse semanas y el 2 de julio zarparon hacia Lisboa. El 10 de julio vieron en Lisboa tropas británicas, comandadas por el general Robert Craufurd. Hicieron una excursión a Sintra, que a Byron le pareció la localidad más encantadora de Europa. El lugar que más le llamó la atención fue el Palacio de Monserrate, en que se había alojado William Beckford. En Lisboa Byron conoció a John Ward, que en el futuro sería el ministro de exteriores británico. Byron también se dedicó a cruzar a nado el Tajo desde la ribera sur hasta la Torre de Belém en solo dos horas.
Luego Byron y Hobhouse fueron a caballo a Andalucía. Cerca de Sevilla descubrieron a un grupo de prisioneros y un espía franceses que iban a ser ahorcados en la ciudad. Cuando los viajeros británicos llegaron a Sevilla se encontraron conque en la ciudad estaba la Junta Suprema Central, que era el gobierno español que resistía a las fuerzas napoleónicas. Byron se entrevistó con el general Francisco Javier Castaños. Pasaron tres días en Sevilla.
Los viajeros británicos llegaron a caballo a Cádiz el 29 de julio de 1809. En esta ciudad, Byron fue a la ópera con el almirante José de Córdova y Ramos. También escribió un poema titulado La chica de Cádiz. El 30 de julio fueron a una corrida de toros en El Puerto de Santa María. El 1 de agosto fueron despertados por cañonazos que celebraban la victoria en la batalla de Talavera y la llegada a Cádiz del embajador británico ante la Junta Richard Colley, marqués de Wellesley. El almirante John Child Purvis les invitó a cenar a bordo del buque de guerra Atlas y les ofreció ir a Gibraltar en la fragata Hyperion.
Byron y Hobhouse llegaron a Gibraltar el 4 de agosto de 1809. Luego fueron en paquebote a Cagliari, en Cerdeña, donde acudieron al teatro con el embajador británico William Noel Hill. El 20 de agosto zarparon para Malta. Llegaron el 31 de agosto y se alojaron en una casa de la Strada di Forni de La Valeta. Byron compró un libro de gramática árabe y buscó a alguien que le diese clases de ese idioma, pero se distrajo con un romance con Constance Spencer Smith, que era la esposa de un diplomático británico.
Hobhouse consiguió que él y lord Byron embarcasen en el navío de guerra británico Spider hacia oriente. El Spider iba acompañado de otros cincuenta barcos más pequeños. El 26 de septiembre atravesaron el canal entre las Islas Jónicas de Cefalonia y Zacinto. Cerca de Corinto el Spider capturó un pequeño barco cargado de pasas y los británicos lo armaron como nave corsaria. Byron y Hobhouse pasaron al barco corsario, desde donde se abordaron otras dos embarcaciones. Un bergantín turco abrió fuego contra el barco en el que iba Byron y fue capturado por los británicos. Luego, el Spider capturó un barco de la Ítaca ocupada por Francia y otro barco turco. Desembarcaron en el Golfo de Patras, donde los dos viajeros hicieron prácticas de tiro en un campo. Siguieron en barco cerca de Mesolongi, Ítaca y Léucade. Llegaron a Préveza el 29 de septiembre.
Desde Préveza, los dos viajeros hicieron un recorrido de tres días por las montañas hasta Ioánina. El gobernador de Malta, Alexander Ball, dispuso que pudieran presentarse allí ante William Martin Leake. Leake avisó al gobernante Ali Pachá de que iban a llegar los dos británicos y Pachá, que se encontraba guerreando en el castillo de Berat, pidió que se alojasen a sus expensas en Ioánina y luego le visitasen en Tepelenë, Albania. Byron se hizo amigo de un nieto de Ali Pachá, llamado Mahmud. Los viajeros emprendieron de nuevo el camino y, tras pasar por Zitza el 11 de octubre, llegaron a Tepelenë el 19 de octubre. Byron se reunió con Ali Pachá cuatro veces.
Regresaron a Ioánina, donde, el 31 de octubre de 1809, Byron empezó a escribir su poema Las peregrinaciones de Childe Harold. Luego fueron por tierra hasta Préveza y, de ahí, en una galeota proporcionada por Ali Pachá hasta cerca de Parga, a donde llegaron por tierra. El 20 de noviembre estaban en Mesolongi. El 22 de noviembre fueron en barco a Patras. El 14 de diciembre llegaron a Ámfisa. El 20 de diciembre se dirigieron a Tebas, donde Byron quedó decepcionado al no encontrar restos de la antigua ciudad. El 25 de diciembre llegaron a Atenas, donde pasaron diez semanas. El 23 de enero de 1810 visitaron cabo de Sunio, donde Byron quedó impresionado por el templo de Poseidón, y el 24 de enero estuvieron en la llanura de Maratón.
El 5 de marzo zarparon en una balandra de guerra británica hacia Esmirna. En este enclave, capital comercial del Imperio otomano, pasaron cinco semanas. El 11 de abril zarparon de Esmirna en el buque británico Su Majestad Salsette.
El barco ancló cerca de Ténedos y Byron y el guardiamarina Frederick Chamier desembarcaron para contemplar la llanura de Troya y sus murallas. El barco permaneció anclado esperando permiso para cruzar el estrecho de Dardanelos y Byron aprovechó para visitar Troya a diario durante más de un mes.
Byron conocía el mito griego de Hero y Leandro. El 16 de abril de 1810 Byron y un teniente del buque Salsette apellidado Ekenhead, intentaron cruzar a nado el Helesponto. Tuvieron que parar a mitad de camino porque el agua estaba demasiado fría. El 3 de mayo lo volvieron a intentar, consiguiéndolo Ekenhead en 1 hora y 5 minutos y Byron en 1 hora y 10 minutos.
El 13 de mayo de 1810 Hobhouse y Byron llegaron a Constantinopla. El 15 de junio, con un permiso especial, Byron pudo ver Santa Sofía, Pequeña Santa Sofía y las mezquitas reales de Ahmed, Osmán y Solimán. También hizo excursiones al Bosque de Belgrado y a la casa en la que vivió Mary Montagu. El 10 de julio Byron fue recibido por el sultán Mahmut II en su palacio.
Hobhouse y Byron partieron de Constantinopla en el barco Salsette. En la isla de Ceos los dos viajeros se despidieron, ya que Hobhouse continuaría hacia Inglaterra y Byron hacia Atenas.
Byron llegó a Atenas el 18 de julio de 1810. Le propuso al marqués de Sligo una excursión por el Peloponeso. Los dos viajeros fueron a Corinto y se separaron, ya que el marqués de Sligo continuó hacia Trípoli y Byron a Patras.
Byron regresó a Atenas y se instaló en un convento de capuchinos cercano a la Linterna de Lisícrates. En esta ciudad griega escribió setecientos veros de su poema Imitaciones de Horacio, basado en la Epístola a los Pisones. En la primavera de 1811 partió de Grecia en el buque de transporte de tropas británico Hydra a Malta, a donde llegó 30 abril. Desde ahí tomó una fragata directa a Inglaterra.
Byron se alojó en un hotel de St. James's Street de Londres. En agosto de 1811 falleció su madre y en octubre se enteró de que John Edleston había muerto en mayo de tisis. El otoño de 1811 y el invierno de 1812 los pasó en Newstead Abbey, lo que supuso su estancia más prolongada en esta mansión. Llamó para el servicio a Lucy, una asistenta a la que había dejado embarazada dos años antes, a Susan Vaugahn y a Bessy. Parece ser que mantenía relaciones amorosas con las tres, aunque en una fiesta Susan y Lucy se acostaron con su sirviente Robert Rushton. Tras esto, ambas fueron despedidas y Byron pasó de darle 100 libras a Lucy por su maternidad a darle 50 y las otras 50 directamente a su vástago.
En los comienzos de 1812 empezó a acudir asiduamente a la mansión de lord Holland, un poderoso whig que le dio acceso a círculos sociales selectos. Lord Holland preparó a Byron para que diese su primer discurso en la Cámara de los Lores el 27 de febrero. Se debatía una ley para castigar a los luditas, que destruían los telares mecánicos para garantizar su modo de vida. Byron habló con comprensión hacia este movimiento y criticó que quisiera aplicárseles la pena de muerte.
En marzo de 1812 Byron se encontró en Holland House con lady Caroline Lamb. Esta residía con su esposo en Melbourne House, en Whitehall, Londres. Ella escribió a Byron una carta de admiradora. La respuesta de Byron fue ir a visitarla atraído por su alto estatus social para luego perseguirla pasionalmente.
Lady Caroline y Lord Byron se criticaron públicamente mientras se prometían en privado su amor durante los meses siguientes. Byron se refirió a Lamb como "Caro", que ella adoptó como su apodo público. Después de que Byron puso fin a la aventura, su marido llevó a Lady Caroline a Irlanda en agosto de 1812. La distancia no enfrió el interés de Lady Caroline por el poeta, y ella y Byron mantuvieron correspondencia constante en la ausencia. Sin embargo, cuando Lady Caroline regresó a Londres en 1813, Byron dejó claro que no tenía intención de reiniciar su relación. Eso estimuló en ella intentos cada vez más públicos de reunirse con su ex amante.
En la primavera de 1812 John Murray publicó en Londres la obra de Byron titulada Las peregrinaciones de Childe Harold. Fue un éxito de ventas y Byron empezó a gozar de una gran popularidad, sobre todo entre las damas.
También en 1812 empezó a pasar tiempo con el poeta irlandés Thomas Moore, que entre 1830 y 1831 publicó la obra Cartas y diarios de lord Byron con notas sobre su vida.
En septiembre se encontraba en la ciudad balneario de Cheltenham, tratándose de un cálculo del riñón y otras enfermedades. En este lugar empezó a escribir El Giaour, que publicó en junio de 1813.
En octubre de 1812 se encontraba como huésped en el castillo del coronel Berkeley, en el condado de Gloucestershire, junto con el cómico Joseph Grimaldi.
El 10 de octubre de 1812 se leyó un discurso escrito por Byron en la reinauguración del teatro Drury Lane de Londres, reconstruido tras un incendio.
En los últimos días de octubre de 1812 se trasladó a la casa de campo Eywood, en el condado de Herefordshire, invitado por Elizabeth Jane Harley. Esta estaba casada con Edward Harley, conde de Oxford y Mortimer, por lo que era conocida como lady Oxford. Byron mantuvo un romance con lady Oxford y pasó en Eywood casi todo noviembre y la Navidad de 1812. Regresó a Eywood en abril de 1813.
Byron también escribió cinco estrofas dedicadas a Charlotte Harley, hija de lady Oxford. Se dedicó a actuar como su tutor. Lady Byron declaró posteriormente, para obtener la separación, que cuando Charlotte tenía solamente 13 años lady Oxford descubrió a lord Byron cometiendo "un atentado contra su hija", lo que la enfadó mucho.
Su medio hermana Augusta se había casado en 1807 con su primo George Leigh. Su casa estaba en la aldea de Six Mile Bottom, cerca de Newmarket. En julio de 1813 Augusta pasó tres semanas en Londres, junto con lord Byron. Los cariñosos gestos que se hacían en público despertaron en la gente sospechas de una relación incestuosa entre ambos y celos en lady Caroline Lamb. En un baile organizado por lady Heathcote, Byron se burló de lady Caroline Lamb y esta amenazó con clavarse un objeto punzante.
Entre finales de julio y principios de agosto Byron fue dos veces con su hermana a Six Mile Bottom, sin que estuviera su marido, y durmieron juntos.
En el otoño de 1813 se enamoró de Frances Wedderburn Webster, que estaba casada con su amigo "Bold" Webster, pero solo se intercambiaron cartas sin que llegase a haber una relación.
Byron pasó la Navidad de 1813 en Six Mile Bottom con su medio hermana Augusta y, en enero de 1814, estuvo con ella en Newstead Abbey.
El 15 de abril de 1814 Augusta dio a luz a su tercera hija, Elizabeth Medora. "Medora" es el nombre de la heroína del poema El corsario, que lord Byron compuso durante el embarazo de Augusta. El 25 de abril de 1814 Byron escribió una carta diciendo que la niña no era ningún mono y que si lo fuese sería culpa suya. Estos indicios han llevado a sospechar que Elizabeth Medora fuese fruto de la relación entre lord Byron y su medio hermana.

### Madurez

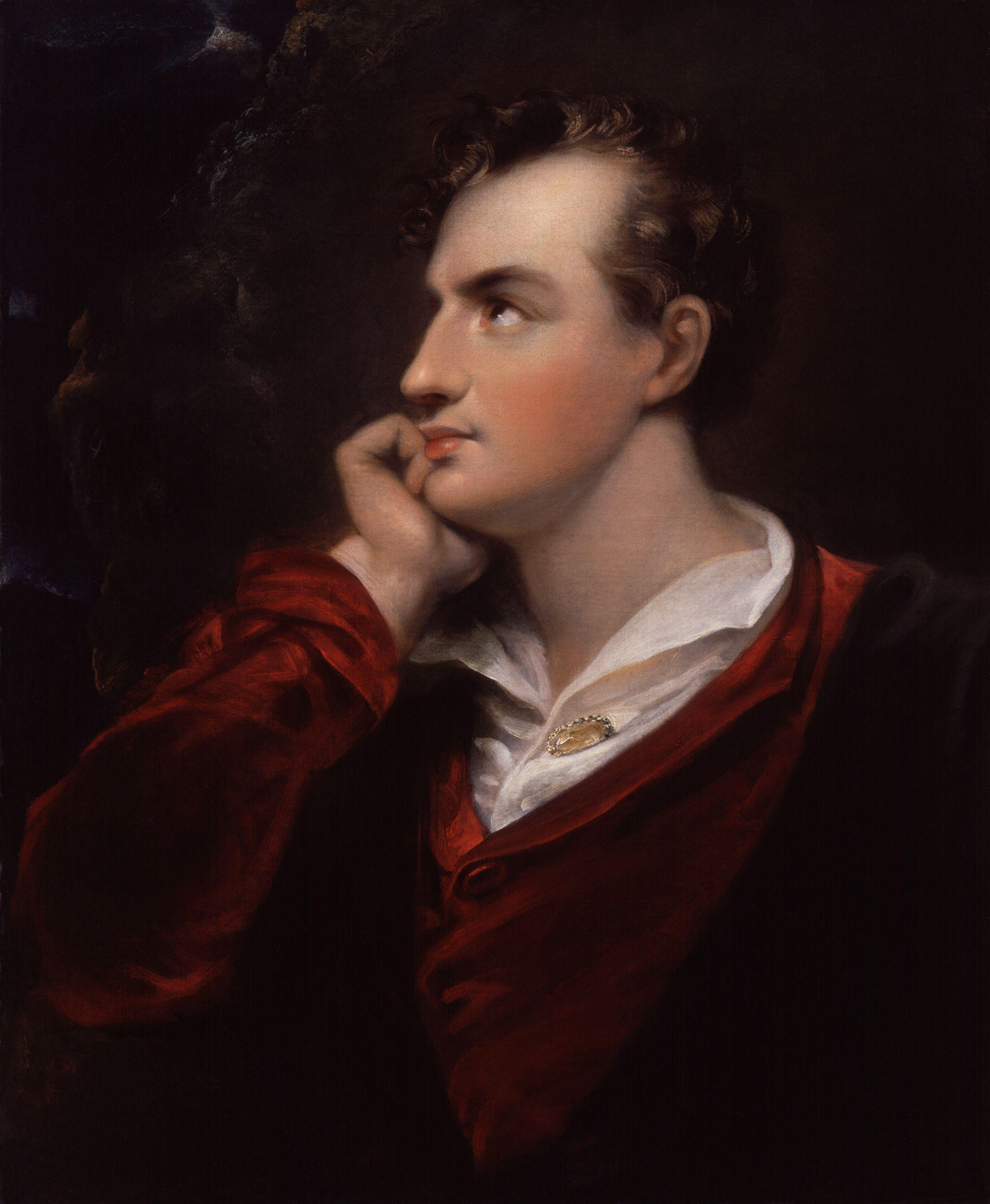
George Gordon Byron, 6.º barón Byron, obra de Richard Westall.

Melbourne House había sido rebautizada como el Albany y dividida en doce apartamentos. Byron se instaló en uno de ellos en 1814.
En agosto de 1814 se publicó anónimamente el poema de Byron titulado Lara junto con la obra Jacqueline de Samuel Rogers. Esta obra se vendió bastante bien.
En 1814, en la segunda edición de la obra de Byron El corsario, apareció una crítica a la monarquía británica titulada Versos para una dama llorando, lo que motivó ataques contra él en la prensa tory. Esto, sumado a las simpatías de Byron por Napoleón, empezaron a hacerle un personaje impopular.
El 10 de agosto de 1814 lord Byron escribió una carta de amor a Annabella Milbanke y en septiembre se comprometieron. Los padres de Annabella, Ralph Milbanke y Judith Noel, vivían en Seaham Hall, cerca de Durham. Byron llegó a Seaham el 1 de noviembre de 1814 y pasó allí dos semanas. Sin embargo, Byron no estaba complacido porque no le gustaba ni el físico de ella ni su personalidad. Tras los preparativos, que los prometidos pasaron separados, la boda se celebró en Seaham Hall el 2 de enero de 1815.
Pasaron la luna de miel en una casa propiedad de los Milbank, Halnaby Hall, en Croft, cerca de Darlington. Byron no se sintió bien y le dijo a Annabella que se sentía más "maldito en el matrimonio que en cualquier otro acto de su vida" y que su amigo Hobhouse podía corroborar su maldad.
Douglas Kinnaird había convencido a lord Byron de escribir la letra de una serie de canciones, la mayor parte religiosas, del compositor judío Isaac Nathan. Fue en Halnaby Hall cuando comenzó a escribir estas Melodías hebreas. El 22 de enero el matrimonio se encontraba de nuevo en Seaham Hall, un ambiente que Byron consideraba aburrido.
En marzo la pareja fue a Six Mil Bottom a pasar una temporada con Augusta, donde Byron mostró una predilección no disimulada por su medio hermana. Byron llegó a decirle a Annabella: "Ahora la tengo a ella; comprobaréis que puedo prescindir de vos". Luego Byron organizó unos juegos sexuales entre los tres, lo que a Annabella le pareció un horror.
El matrimonio se instaló a finales de marzo de 1815 en el número 13 de Picadilly Terrace, Londres. En esta etapa, visitaba casi a diario a John Murray en número 50 de Albermarle Street. Augusta y su hija Georgiana residieron en Londres con Byron y su esposa desde mediados de abril a finales de junio.
En el verano de 1815 Byron fue nombrado miembro del subcomité de administración del teatro Drury Lane.
En los últimos días de noviembre de 1815 estaba acabando Parisina, un poema basado en una tragedia italiana del siglo XV sobre el incesto.
El 10 de diciembre de 1815 nació la hija de lord Byron y Annabella, que fue llamada por el padre Augusta Ada.
Annabella empezó a convencerse de que su marido tenía problemas mentales. Encontró en su biblioteca un frasco de láudano y un ejemplar de la obra Justine del marqués de Sade. Luego acudió a John Hanson con un ejemplar del Medical Journal con anotaciones en pasajes que trataban sobre la locura. Posteriormente, recurrió al doctor Baillie, que veinte años antes había tratado a lord Byron de su cojera, para decirle que su marido creía que era un "ángel caído". Annabella también estaba inquieta por la idea de su marido de irse al extranjero, por el desenfreno que esto podía conllevar en él.
El 15 de enero de 1816 Annabella y su hija fueron con los Noel a Kirkby Mallory, dejando a lord Byron en Picadilly Terrace con su hermana Augusta. Annabelle se sentía mal por haber dejado solo a un esposo que consideraba enfermo mental, pero cuando el doctor Le Mann declaró cuerdo a lord Byron, esta decidió separarse.
La popularidad de Byron estaba por los suelos. En actos sociales la gente le desairaba. Lord Byron dijo que se le aconsejaba no ir al teatro para evitar ser abucheado y no ir al parlamento para no ser insultado por el camino.
El 25 de abril de 1816 Byron embarcó en Dover con destino a Ostende. Uno de sus acompañantes era su médico John William Polidori. Estuvo luego en Brujas y en Gante. En Amberes visitó el puerto construido para la armada de Napoleón y el Museo Real de Bellas Artes. Pasó por Bruselas para reparar su carruaje. Luego se dirigió a lo que fue el campo de batalla de Waterloo. En Colonia visitó la Basílica de Santa Úrsula. Siguió hasta Bonn y compuso un poema al castillo de Drachenfels. En Coblenza lloró ante las tumbas de los generales franceses Marceau y Hoche.
El 25 de mayo de 1816 Byron se encontró en un hotel de Sécheron, en el entorno de Ginebra, con Percy Bysshe Shelley, autor de La reina Mab, y Mary Shelley. Los Shelley se trasladaron días después a la cercana Maison Chappuis y Byron se trasladó a la cercana Villa Diodati de Cologny.
En Villa Diodati, desde mediados de junio de 1816, Byron, Polidori y los Shelley empezaron a leer los Fantasmagoriana y a contar historias de terror. En este ambiente, Mary Shelley inventó su historia Frankenstein o el moderno Prometeo. Existe un paralelismo entre el monstruo de Frankenstein y la concepción que tenía Byron de un ser deforme, rechazado y destructivo.
En dos mañanas en Villa Diodati, lord Byron escribió un fragmento de una novela sobre un vampiro aristócrata que fue continuado y publicado por Polidori con el título El vampiro.
Durante su estancia en Suiza, Byron y Shelley hicieron excursiones al lago Lemán, Évian, Meilleire y el Castillo de Chillon. Encontrándose en un hotel de Ouchy escribió El prisionero de Chillón, dedicado a François Bonivard.
Claire Clairmont, hermanastra de Mary Shelley, mantuvo un romance con Byron durante su estancia en el cantón de Ginebra. El 12 de enero de 1817 Claire tuvo una hija en Bath. Byron no la reconoció oficialmente hasta el 13 de enero de 1818 en que la llamó Allegra, que decía que era un nombre veneciano.
Byron estuvo también el verano de 1816 en el castillo de Coppet, donde vivía la baronesa Germaine de Staël-Holstein. La baronesa le regaló a Byron un ejemplar de la obra Glenarvon, escrito por Caroline Lamb, donde el antihéroe estaba inspirado en él.
A mediados de agosto llegó a Villa Diodati un amigo de Byron llamado Matthew Lewis, que entonces tradujo del alemán Fausto de Goethe.
El 26 de agosto de 1816 llegaron a Villa Diodati Hobhouse y Scrope Davies. El 5 de septiembre Scrope regresó a Inglaterra y el 17 de septiembre Byron y Hobhouse partieron para visitar la región montañosa de Oberland. En este viaje por los Alpes suizos Byron escribió Manfredo, partiendo de Fausto, y que trata de un mago que vivía en las montañas.
El 5 de octubre de 1816 Byron y Hobhouse partieron del cantón de Ginebra con destino a Milán. Pasaron por el Puerto del Simplón, realizado por encargo de Napoleón, que dejó impresionado a Byron. También cruzaron en barco el lago Mayor y vieron las islas Borromeas. En la isla Bella Byron pudo ver un lugar en el que había dormido Napoleón. Llegaron a Milán el 12 de octubre. Definió la catedral de Milán como magnífica aunque un poco inferior a la de Sevilla. Estuvo en la Biblioteca Ambrosiana consultando cartas de amor Lucrecia Borgia y el cardenal Bembo. Byron conoció en Milán al abate de Breme, que había sido limosnero de Napoleón, y este le presentó al poeta Vincenzo Monti. Byron también acudió a ver las improvisaciones del poeta Tommaso Sgricci.
El 3 de noviembre de 1816 Byron y Hobhouse partieron de Milán. Luego visitaron el anfiteatro romano de Verona y el teatro Olímpico de Vicenza. El 10 de noviembre llegaron a Venecia. Fueron recibidos por el gobernador austríaco, el conde Goetz. Pocas semanas después de llegar, Byron dejó el hotel y se instaló en una casa de la calle Frezzaria. En este lugar mantuvo una relación de quince o dieciséis meses con la mujer de su casero, Marianna Segati.
Pocas semanas después de instalarse en Venecia empezó a participar en las tertulias de la condesa Isabella Teotochi Albrizzi. Entre el 30 de noviembre de 1816 y febrero de 1817 fue casi a ir a diario a un monasterio de la isla de San Lázaro para aprender armenio con clases del sacerdote Paschal Aucher.
El 17 de abril de 1817 Byron partió de Venecia. Estuvo alojado en Ferrara en el mismo sitio donde estuvo encarcelado siete años Torquato Tasso en el siglo XVI. En Bolonia le impresionaron las figuras de cera  de anatomía de la universidad. En Florencia visitó las galerías de arte y las Capillas de los Médici. Llegó a Roma el 29 de abril. En esta ciudad visitó el Vaticano, el Coliseo, el Panteón de Agripa y el Monte Palatino y contempló la ejecución de tres ladrones en la Piazza del Popolo. El 28 de mayo regresó a Venecia.
Durante el verano y hasta el 13 de noviembre de 1817 se alojó en la Villa Foscarini de Mira, donde fue visitado por Marianna, Lewis y George Ticknor.
En 1817 Byron conoció en un paseo por las orillas del Río Brenta a Margherita Cogni, casada con un panadero tísico llamado Andrea Magnarotto. Byron abandonó su amor con Marianna por el de Margherita.
En mayo de 1818 Byron se instaló en el Palazzo Mocenigo de Venecia y permaneció en este lugar hasta finales de 1819. Margherita Cogni estaría con él en esta etapa, aunque Byron reconoció que había mantenido relaciones mientras tanto con otras muchas mujeres.
En febrero de 1818 Murray había publicado en Inglaterra de manera anónima la obra de Byron titulada Beppo. En septiembre de 1818 Byron escribió a Murray diciéndole que estaba empezando con la obra Don Juan.
En enero de 1819 acudía a las tertulias de la condesa Marina Querini Benzoni y mantenía una relación con Teresa Guiccioli, una mujer casada con el conde Alessandro Guiccioli a la que había conocido en 1818 en las tertulias de la condesa Albrizzi.
Diez días después de que Byron comenzase su relación con Teresa Guiccioli, esta se trasladó con su marido a Rávena, manteniendo ambos correspondencia. El 10 de junio de 1819 Byron fue a Rávena a visitar a Teresa y permaneció en esta ciudad dos meses. En junio Byron visitó la tumba de Dante y escribió La profecía de Dante, un poema dedicado a Teresa.
Ese verano Teresa dijo que necesitaba ir a un médico de Venecia y emprendió el viaje con Byron, pasando por Arqua, Padua y Mira.
En agosto de 1819 el Blackwood's Edinburgh Magazine definió el poema Don Juan como "obsceno e impío" y definía a Byron como "uno de los hombres más extraordinarios que Inglaterra ha tenido el honor y la desgracia de alumbrar". Byron escribió una carta abierta para defenderse pero Murray no quiso publicarla, generándose un conflicto entre ambos.
En otoño de 1819 Byron se instaló con Teresa en el Palazzo Mocenigo de Venecia.
Byron regresó a Rávena el 24 de diciembre de 1819. Fue recibido por el marqués de Cavalli, tío de Teresa. En los primeros meses de 1820 abandonó su hotel para instalarse en la segunda planta del Palazzo Guiccioli. En abril de 1820 el conde Alessandro Guiccioli descubrió pruebas de la relación adúltera de su mujer con Byron 6 de julio el papa concedió la separación.
En julio o agosto de 1820 Byron se unió a la sociedad revolucionaria secreta de los carbonarios para liberar políticamente a la Romaña del papado y los austríacos. En diciembre de 1820 Byron pudo al comandante militar Luigi dal Pinto abatido a tiros, probablemente por los carbonarios, a pocos metros del Palazzo Guiccioli.
Byron, que había estado con su hija Allegra durante meses Italia, la envió el 1 de marzo de 1821 a un colegio en el convento de San Giovanni Battista en Bagnacavallo.
En el verano de 1821 hubo una represión militar en Rávena en la que arrestaron a muchos carbonarios. Pietro Gamba, amigo de Byron, fue desterrado de la Romaña. Las autoridades amenazaron con meter a Teresa en un convento y esta abandonó a Byron para irse con su padre y su hermano a Florencia.
En 1821 Byron escribió Marino Faliero, dux de Venecia, Los dos Foscari y La muerte de Sardanápalo.
En octubre de 1821 Byron se encontró con Samuel Rogers en Bolonia y viajaron juntos a Florencia, donde Byron volvió a visitar las galerías de arte. En noviembre se trasladó a Pisa, donde se alojó con los Shelley en el Palazzo Lanfranchi. En esta ciudad conoció al oficial Edward Williams, al intelectual irlandés John Taaffe, al capitán Thomas Medwin y al aventurero Edward Williams Trelawny.
En los comienzos de 1822 Trelawny encargó la construcción en los astilleros de Génova de un barco para Shelley, Williams y él mismo. Este barco fue llamado inicialmente Don Juan pero luego fue rebautizado como Ariel. Byron, por su parte, encargó la construcción de una goleta que primero llamó Condesa Guiccioli y luego rebautizó como Bolívar.
El 22 de abril de 1822 Byron se enteró por un mensajero de la muerte de su hija Allegra.
En los comienzos de julio de 1822 Percy Shelley, Leigh Hunt y Byron se unieron en Pisa para fundar la revista El Liberal. Unos días después Percy Shelley y el oficial Williams murieron en el naufragio del Ariel frente a las costas de Viareggio.
El embajador británico de Cerdeña William Noel Hill había alquilado por un año una casa en Albaro, Génova, para que sirviese de refugio político a Byron y a los Gamba. Byron se trasladó a Génova en septiembre de 1822 y se planteó irse luego a Sudamérica, Norteamérica o Tasmania.
En abril de 1823 salió el cuarto número de El Liberal, tras lo cual la revista quebró.

### Aventura en Grecia y muerte

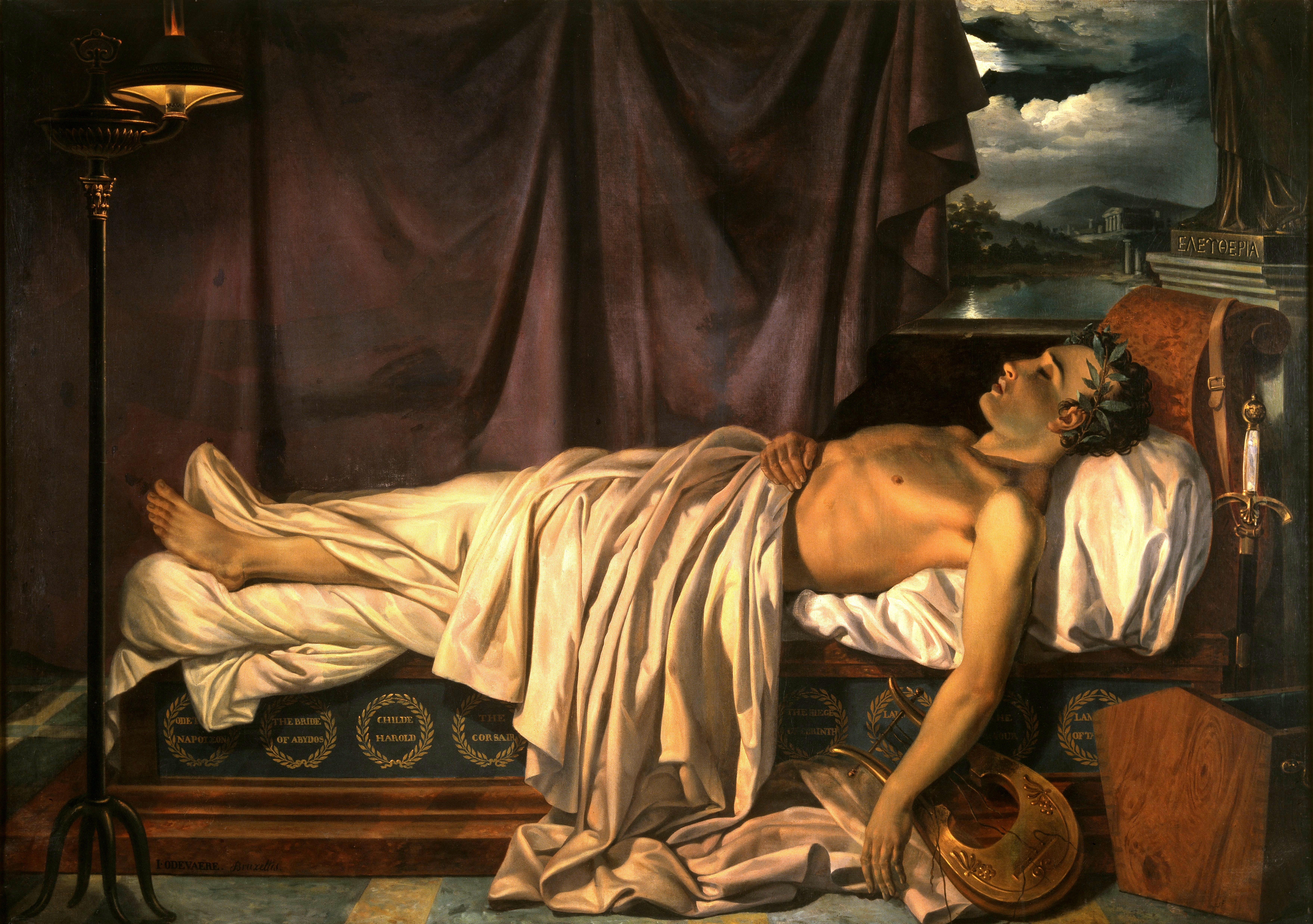
Byron en su lecho de muerte, lienzo al óleo, 166 x 234,5 cm, realizado por Joseph-Denis Odevaere en 1826, Groeninge Museum, Brujas.

En abril de 1823 Byron recibió la visita en Génova del capitán Edward Blaquiere, uno de los fundadores del Comité Filohelénico de Londres, con un compañero griego, para informarle de que había sido nombrado miembro del comité por unanimidad. Tras este encuentro, Byron decidió implicarse en la independencia de Grecia de los otomanos como informador o como mensajero.
Byron se despidió de Teresa y partió de Génova el 15 de julio de 1823 en el bergantín británico Hércules. Tras una escala de dos días en Livorno, llegó a Argostoli, en la isla jónica de Cefalonia, el 3 de agosto. Cefalonia era una de las siete islas jónicas bajo protectorado británico y su gobernador era Charles James Napier.
Byron fue el 11 de agosto a Ítaca, donde tras llegar a Vathí el capitán Wright Knox le encargó inspeccionar un camino. Tres días después estuvo visitando unas ruinas conocidas como Escuela de Homero. El 16 de agosto partieron de regreso a Cefalonia. Ese mes Byron se carteó con Markos Botsaris, capitán suliota, que murió el 21 de agosto en combate en Karpenisi.
Byron había llegado a Grecia con 9.000 libras y el 3 de noviembre de 1823 aumentó su caudal con 11.225 libras de la venta de tierras en Rochdale. El 13 de noviembre Byron dio un préstamo de 4.000 libras a Ioannis Orlandos y Andreas Louriotis para reactivar la flota griega, que se encontraba parada en Hidra.
El 11 de diciembre de 1823 el príncipe Alexandros Mavrokordatos llegó a Mesolongi, donde asumió la autoridad de comandante supremo y gobernador de Grecia Occidental. Mavrokordatos mandó al bergantín Leónidas a recoger a Byron a Cefalonia pero las autoridades británicas no permitieron que su tripulación entrase en contacto con los que estaban en tierra. Luego llegó otro bergantín con cartas de Mavrokordatos y de Leicester Stanhope para Byron diciendo que fuese a reunirse con ellos. Byron y Pietro Gamba partieron el 29 de diciembre en dos barcos, un místico y una bombarda respectivamente.
El 30 de diciembre pasó por Zacinto para recoger ocho mil dólares españoles de los banqueros Samuel Barff y Charles Hancock. El 31 de diciembre los barcos fueron perseguidos por una patrullera turca. El místico en el que iba Byron logró escapar pero la bombarda fue capturada. Pietro Gamba superó el interrogatorio de los turcos haciéndose pasar por un viajero y fue liberado con su barco, pudiendo llegar a Mesolongi el 4 de enero de 1824.
Byron llegó a Mesolongi el 5 de enero de 1824 y fue recibido por Mavrokordatos y una muchedumbre como un héroe. Ese mes Stanhope creó el periódico bisemanal Hellenica Chronica y Byron contribuyó a su sostenimiento con 50 libras. Cuando se creó posteriormente el periódico Il Telegrafo Greco Byron logró poner como codirector del mismo a Pietro Gamba.
El 22 de enero, en Mesolongi, escribió un poema en su 36 cumpleaños que hablaba de la política, la guerra y su amor no correspondido por Lukas Chalandrítsanos.
Byron planeó capturar Lepanto (Naupacto), controlada por los otomanos pero guardada por una pequeña compañía de albaneses que llevaban meses sin cobrar, estaban descontentos y estaban dispuestos a dejarse sobornar y rendirse. Mavrokordatos aprobó la operación de Byron el 25 de enero de 1824 y puso a su disposición un consejo militar presidido por el suliota Notis Botsaris.
El poeta también reclutó a 500 suliotas pagándoles de su bolsillo y el gobierno griego le financió otros 100, por lo que llegó a tener a 600 soldados bajo su mando. Byron y Stanhope también financiaron la creación de un cuerpo de artillería 50 hombres que se llamó Brigada Byron.
La toma de Lepanto se frustró porque faltaban cohetes Congreve, faltaban oficiales con capacidad para llevar a cabo la ofensiva y los suliotas de Byron estaban divididos y ponían excusas para todo. Por otro lado, los capitanes de Byron pedían pagas para sus solados y luego se las embolsaban ellos y los suliotas exigían el nombramiento de 150 oficiales, lo que hubiera supuesto demasiados mandos.
El 15 de febrero de 1824 sufrió un ataque de varios minutos. Según Byron los médicos no supieron si era epiléptico o de otro tipo. Posteriormente le aquejaron dolores de cabeza. El 9 de abril salió a montar a caballo con Pietro Gamba, sorprendiéndoles un chaparrón. Tras regresar a Mesolongi Byron sufrió escalofríos, fiebre leve y dolores reumáticos. Fue visto por su médico, Franceso Burno, y por el médico Julius Millingen, que según Gamba recomendaron una sangría que Byron no aceptó. El 10 de abril fue tratado por Bruno con un baño caliente y aceite de ricino. El 12 de abril empeoró y dijo que le dolía la cabeza y el recto. El 15 de abril mejoró un poco. El 16 de abril accedió a regañadientes a que los médicos le hicieran una sangría. Esa noche empeoró y empezó a decir incoherencias en inglés y en italiano. El 17 de abril los médicos le dieron purgante y le sangraron otras diez onzas de sangre. Como la salud de Byron solo empeoraba estos médicos pasaron a pedir nueva opinión a los doctores Loukás Vagias y Enrico Treiber. Se le aplicó al paciente una poción antiespasmódica y una infusión de láudano y éter. El 18 de abril Byron, después de una noche de espasmos y contracciones, aceptó que le hiciesen otra sangría. El 19 de abril, a las seis y cuarto de la tarde, Byron falleció.
Su funeral tuvo lugar en la iglesia de Agios Nikólaos de Mesolongi el 22 de abril de 1824. El 2 de mayo sus restos fueron embarcados y llevados a Zante el 4 de mayo, donde Stanhope se hizo cargo del barco. El cuerpo de Byron estaba ya en el puerto de Londres el 5 de julio. Se instaló una capilla ardiente en una casa alquilada por Hobhouse en el número 20 de Great George Street y acudió mucha gente, aunque pocos famosos.
El deán de la abadía de Westminster, John Ireland, se negó a que Byron fuese enterrado en ese templo por su dudosa moralidad. El 16 de julio fue enterrado en la iglesia de Santa María Magdalena de Hucknall, Nottinghamshire (cerca de Newstead Abbey), junto a su madre.
En 1922 se comenzó a crear un suburbio en Atenas que en 1924 fue llamado Vyronas en honor a lord Byron. En 1934 se erigió como municipio independiente.
En 1938, ante los persistentes rumores de que la tumba de Byron estaba vacía, el vicario de la iglesia de Hucknall dio permiso para abrirla, encontrándose el cuerpo en su interior.
En 1969 se instaló en el Rincón de los Poetas de la abadía de Westminster un monumento a lord Byron.

## Obra poética

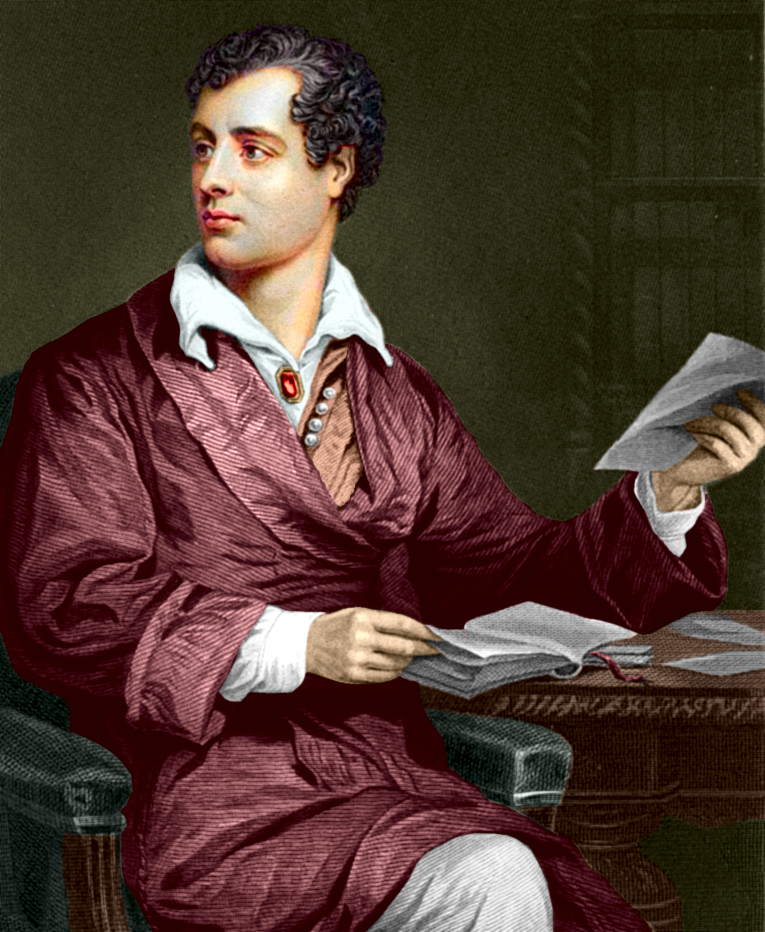
Lord Byron

Byron fue un escritor prolífico. En 1833 su editor John Murray publicó 17 volúmenes sobre toda su obra, incluyendo la biografía de Thomas Moore. Su gran obra, Don Juan, un poema de 17 cantos escrito en ottava rima, fue uno de los más importantes poemas largos publicados en Inglaterra, desde El paraíso perdido de John Milton. Don Juan incluye elementos satíricos, polémicos y profundas reflexiones filosóficas e influyó a nivel social, político, literario e ideológico. Su recepción fue controvertida, ya que fue acusado de inmoralidad. El poema, al igual que Las peregrinaciones de Childe Harold, se caracteriza por la carismática personalidad del narrador, que aúna el texto y a menudo recurre a digresiones. Don Juan sirvió de inspiración para los autores victorianos y quedó inacabado debido a la prematura muerte de Byron.
Influyó en los escritores románticos del siglo XIX, sobre todo por sus héroes y antihéroes (véase: Héroe de Byron). Sus personajes presentan un carácter idealizado pero defectuoso, cuyos atributos incluían:
- Un gran talento.
- Gran exhibición de pasión.
- Aversión por la sociedad y por las instituciones sociales.
- Frustración por un amor imposible debido a los límites impuestos por la sociedad o la muerte.
- Rebeldía.
- Exilio.
- Pasado oscuro.
- Comportamiento autodestructivo.

Las obras Las peregrinaciones de Childe Harold, Lara, Manfredo y Don Juan contienen ciertos aspectos y referencias autobiográficas.[cita requerida]
También escribió poemas breves como Oscuridad, que tiene un tono apocalíptico inspirado por las consecuencias de una erupción del volcán Tamora; poemas líricos como Ella camina en belleza; pequeños poemas narrativos como El Prisionero de Chillon; y otros más extensos de evidente contenido polémico como The Vision of Judgment, un texto en el que caricaturiza y critica duramente a Robert Southey.
En la España absolutista del rey Fernando VII y en una América hispana que luchaba por su emancipación, la vida y obra de Byron tuvieron una gran influencia y sirvieron de inspiración a los poetas del Romanticismo.
Fue un escritor admirado por muchos de sus contemporáneos, como Goethe, Alphonse de Lamartine, Jan Potocki, y por otros de generaciones inmediatas, como Edgar Allan Poe (quien basó muchas de sus Narraciones extraordinarias en personajes de Byron), Gustavo Adolfo Bécquer, Mijaíl Lermontov, Alejandro Pushkin, José Mármol, Víctor Hugo, Alejandro Dumas y Charles Nodier.

## Carácter
Lord Byron tuvo un particular magnetismo personal. Consiguió la reputación de no ser convencional, de ser excéntrico, polémico, ostentoso y controvertido. Muchos han atribuido sus capacidades extraordinarias a un trastorno bipolar, también conocido como síndrome maníaco-depresivo. Siempre fue ácido y cruel. Se inclinó por los desheredados, los marginados, los miserables como los corsarios y los cosacos, y todo lo demás era hipocresía: nobleza, sociedad, etc. Siempre defendió a los más débiles y a los oprimidos, por lo que apoyó a España frente a la invasión napoleónica, a la independencia de las naciones suramericanas y, por supuesto, a la libertad de su querida Grecia. Fue un gran admirador de Rousseau. Tuvo gran afición por la compañía de los animales, como por su perro Terranova «Boatswain», en cuya tumba escribió:

Aquí reposan
 los restos de una criatura
 que fue bella sin vanidad
 fuerte sin insolencia,
 valiente sin ferocidad
 y tuvo muchas de las virtudes del hombre
 y ninguno de sus defectos.

Byron, mientras estudiaba en Cambridge, guardó un oso en una institución en donde estaban prohibidos los animales domésticos. En otras épocas de su vida tuvo de compañía a un zorro, monos, loros, gatos, un águila, un halcón, gallinas de Guinea, un cuervo, un tejón, gansos, una grulla egipcia y una garza.

## Legado e influencia
Byron está considerado como la primera celebridad tal y como se concibe el término modernamente. Su imagen de héroe fascinó al público y su propia esposa Annabella acuñó el término byromanía para referirse a la expectación y conmoción que causaba allá donde iba, que se parecía a la que puedan provocar las estrellas del pop o el rock actuales. La autoconciencia de su imagen personal y su capacidad de autopromoción hizo que, por ejemplo, diera instrucciones a los artistas que lo retrataban para que nunca lo representaran en actitud sedentaria o pasiva, con una pluma o un libro en la mano (que era la imagen prototípica de los escritores), sino como un hombre de acción. Con el tiempo, Byron intentó apartarse de su exposición pública, que tanto había promovido en su primera época.
La quema de las memorias de Byron en las oficinas de su editor John Murray un mes después de su muerte, y la supresión de los detalles de la bisexualidad de Byron en documentos alusivos a él, hicieron que sus biografías posteriores dieran una imagen distorsionada del personaje. Hasta fecha tan tardía como 1950 no se autorizó al académico Leslie Marchard a dar detalles sobre las relaciones homosexuales de Byron.
La refundación de la Sociedad de Byron en 1971 reflejó cómo pervivía la fascinación por Byron y su obra. La sociedad organizó numerosas actividades y publicó una revista anual. Pronto el número de sociedades byronianas llegó a 36, extendidas por todo el planeta. Todos los años organizan una conferencia anual en la que se reúnen.
Byron ejerció una gran influencia en la literatura y el arte. En su momento fue considerado el poeta más importante del mundo y su reputación e importancia se mantiene. Su personalidad y sus escritos también inspiraron a numerosos compositores: hay más de cuarenta óperas inspiradas en sus obras y al menos tres óperas con el propio Byron como personaje principal (una de ellas Lord Byron de Virgil Thomson). Los versos de Byron fueron puestos en música por compositores románticos como Felix Mendelssohn, Carl Loewe o Robert Schumann. Uno de sus mayores admiradores fue Hector Berlioz, cuya música refleja la influencia de Byron, especialmente en su sinfonía con viola solista Harold en Italia, obra basada en Las peregrinaciones de Childe Harold.
Con sus obras Las peregrinaciones de Childe Harold, El Giaour, La novia de Abidos, El corsario y Lara estableció lo que se llamó el héroe de Byron. 

## Lord Byron en la literatura y el cine

Byron (1830)

### Literatura
El primer libro en el que Byron aparece como personaje de ficción fue en una novela escrita por su examante Lady Caroline Lamb, titulada Glenarvon y publicada en 1816.
Edgar Allan Poe, el escritor estadounidense, se basó en la relación de Byron con Teresa Guiccioli para escribir La Cita, un relato gótico de 1834.
Johann Wolfgang von Goethe demostró una gran admiración por lord Byron en sus conversaciones con Johann Peter Eckermann y Frédéric Jacob Soret.
El poeta español Gaspar Núñez de Arce publicó en 1879 un extenso poema titulado Última lamentación de Lord Byron.
El cuento de Manly Wade Wellman The Black Drama, publicado originalmente en la revista Weird Tales, cuenta el redescubrimiento de una obra perdida de Lord Byron que, según esta ficción, fue plagiada por Polidori en El Vampiro.
Byron es uno de los personajes de la novela Jonathan Strange y el señor Norrell (2004) de Susanna Clarke.
Es uno de los personajes principales en la novela El fuego de Katherine Neville (2008).
Aparece como un vampiro, antagonista de Jane Austen (ella misma recreada como vampira) en la novela Jane Bites Back (Ballantine Books, 2009) de Michael Thomas Ford.
El relato Leche (2016) de Óscar Esquivias evoca la estancia de Byron y Polidori en la Villa Diodati.

### Cine
Los amores entre Byron y lady Caroline Lamb se recrearon en la película Lady Caroline Lamb (1972), en la que el papel de Byron estaba interpretado por Richard Chamberlain. La película fue dirigida por Robert Bolt.
En 1986, Gabriel Byrne interpreta a Byron en la película Gothic, basada en el encuentro con Percy y Mary Shelley, Polidori y Claire del verano de 1816 en Villa Diodati.
En 1988, se estrenó la película española Remando al viento, dirigida por Gonzalo Suárez y con el actor británico Hugh Grant en el papel de Byron.
El director griego Nikos Koundouros dirigió Byron, balanta gia enan daimonismeno (Byron, balada para un poseso, 1992).
En 2017, se estrenó la película Mary Shelley, sobre la vida de la autora de Frankenstein o el moderno Prometeo, y en la cual el papel de Byron es interpretado por el actor inglés Tom Sturridge.

## Obra
- Horas ociosas (1807).

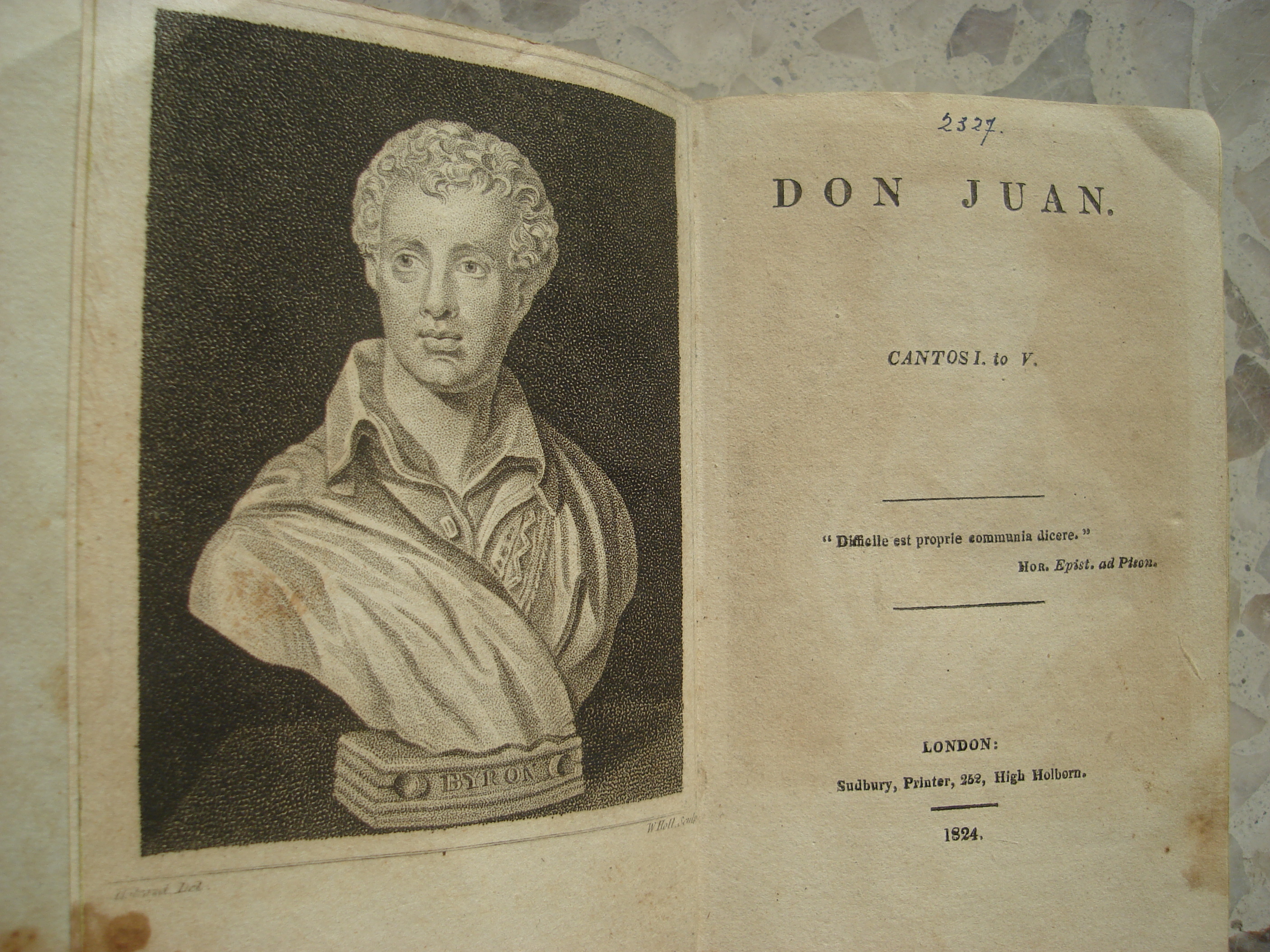
Grabado que representa un busto de lord Byron.

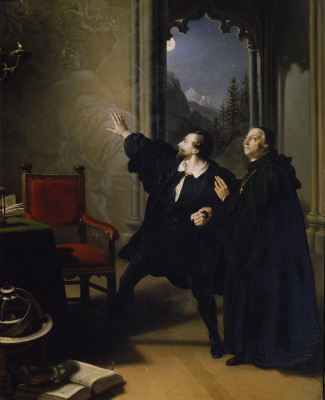
La hora de la muerte de Manfredo, de Johann Peter Krafft, 1825.

- Bardos ingleses, críticos escoceses (1809).
- Las peregrinaciones de Childe Harold (1812-18).
- La novia de Abidos (1813).
- El Giaour (1813).
- El corsario (1814).
- Lara (1814).
- Melodías hebreas (1815).
- El sitio de Corintio (poema) (1816).
- Parisina (1816).
- El prisionero de Chillon (1816).
- El sueño (poema) (1816).
- Prometeo (1816).
- Oscuridad (1816).
- Manfredo (1817).
- Las lamentaciones por el Tasso (1817).
- Beppo (1817).
- Mazeppa (1818).
- La profecía de Dante (1819).
- Marino Faliero (1820).
- Sardanápalo (1821).
- Los dos Foscari (1821).
- Caín (1821).
- La visión del juicio (1821).
- Cielo y tierra (1821).
- Werner (1822).
- El deformado transformado (1821).
- La Edad de Bronce (1823).
- La isla (1823).
- A mis treinta y seis años (1824).
- Don Juan (1819–1824), incompleto a causa de su muerte.

## Filmografía
- Gavin Gordon interpreta al poeta en la película La novia de Frankenstein (1935).
- Peter Bowles interpreta al poeta en la película Shelley (1972).
- Gabriel Byrne interpreta al poeta en la película Gothic (1986).
- Hugh Grant interpreta al poeta en la película Remando al viento (1987).
- Philip Anglim interpreta al poeta en la película Verano atormentado (1988).
- Jason Patric interpreta al poeta en la película Frankenstein perdido en el tiempo (1990).
- Jonny Lee Miller interpreta al poeta en una miniserie de la BBC Byron (2003).
- Stephen Mangan interpreta al poeta en la película para televisión Frankenstein: El nacimiento de un monstruo (2003).
- Matthew Rhys interpreta a Byron en la película Beau Brummell: This Charming Man (2006).
- Rob Heaps interpreta al poeta en el mediometraje para televisión Frankenstein and the Vampyre: A Dark and Stormy Night (2014).
- Howy Bratherton interpreta al poeta en la película Chronology (2014).
- Tom Sturridge interpreta al poeta en la película Mary Shelley (2017).